# Kate Raworth
Kate Raworth (født 1970) en en britisk økonom. Hun arbejder bl.a. for Universitet i Oxford og Universitet i Cambridge. Hun er kendt for sit arbejde om "doughnut-økonomi", en økonomisk model der holder sig inden for naturens grænser og samtidig opfylder alle menneskers grundlæggende fysiske og social behov.
Hendes bog Doughnutøkonomi. Syv principper for fremtidens økonomi er blevet en bestseller og har været nomineret i 2017 til Financial Times og McKinsey Business Book of the year-prisen.